# Jan Mikael Vainio
Jan Mikael Vainio, född 27 januari 1972 i Helsingfors, är en finländsk tonsättare.
Vainion, som är elev till bland andra Harri Vuori och Olli Kortekangas, är aktiv inom organisationen Ung nordisk musik och tonsättarföreningen Korvat auki. Han är en modernist, vars expressiva tonspråk kännetecknas av ett starkt uttrycksbehov. I hans sparsmakade produktion finns företrädesvis verk för kammarorkester (till exempel Ablaze, 1999), kammar- samt körmusik (bland annat Ankomst till Hades, 2000, samt Det underliga havet, 2003, bägge till text av Edith Södergran). 